# Villa Heights
Villa Heights – jednostka osadnicza w Stanach Zjednoczonych, w stanie Wirginia, w hrabstwie Henry.